# Jackie Washington (Musiker)
Jackie Washington  (* 12. November 1919 in Hamilton (Ontario); † 27. Juni 2009 ebenda) war ein kanadischer Bluesmusiker (Piano, Gesang, Gitarre).

## Leben und Wirken
Washington stammte aus einer Familie mit 15 Kindern und begann mit fünf Jahren aufzutreten, später als Mitglied der Washington Brothers, zu denen auch seine Geschwister Ormsby, Harold und Doc gehörten, die Minstrel-Songs sangen und stilistisch beeinflusst vom Gesang der Mills Brothers waren. In den 1940er Jahren verließ Washington das Musikgeschäft, um als Bahnschaffner und gegen Ende des Jahrzehnts als Discjockey zu arbeiten. In den 1950er Jahren sang er in Nachtclubs; sein Debütalbum Blues and Sentimental nahm er 1976 auf dem kleinen Label Knight II auf. In dieser Zeit trat er auf kanadischen Folk- und Bluesfestivals auf. Im Lauf seiner Karriere arbeitete er auch mit Jazzgrößen wie Duke Ellington, Clark Terry und Lionel Hampton, den Songwritern Joni Mitchell und Gordon Lightfoot sowie mit den Bluesmusikern Sonny Terry, Brownie McGhee und Lonnie Johnson. In den 1990er-Jahren veröffentlichte er eine Reihe von Alben und war Gegenstand einer Biographie (More Than a Blues Singer: Jackie Washington Tells His Story, 1998). Washington trat noch bis in die frühen 2000er Jahre auf;  2002 wurde er in die Canadian Jazz and Blues Hall of Fame aufgenommen und vom Ontario Arts Council für sein Lebenswerk ausgezeichnet. Im Bereich des Jazz war er zwischen 1968 und 2002 an 18 Aufnahmesessions beteiligt und wirkte in den beiden Spielfilmen  Ten Blocks on the Camino Real (1966) und Hank Williams: The Show He Never Gave (1980) mit.

## Diskographische Hinweise
- Where Old Friends Meet (Borealis, 1991), mit Mose Scarlett und Ken Whiteley
- Keeping Out of Mischief (1Pyramid, 995)
- Midnight Choo Choo (1998)
- We'll Meet Again (1999), mit Scarlett und Whiteley
- Sitting on a Rainbow (2003), mit Scarlett und Whiteley